# Carnifex
Carnifex – amerykańska grupa muzyczna wykonująca death metal z elementami deathcoru, powstała w 2005 roku w San Diego. Od 2013 roku skład zespołu tworzą wokalista Scott Lewis, perkusista i keyboardzista Shawn Cameron, gitarzyści Cory Arford i Jordan Lockrey oraz basista Fred Calderon.  

## Historia

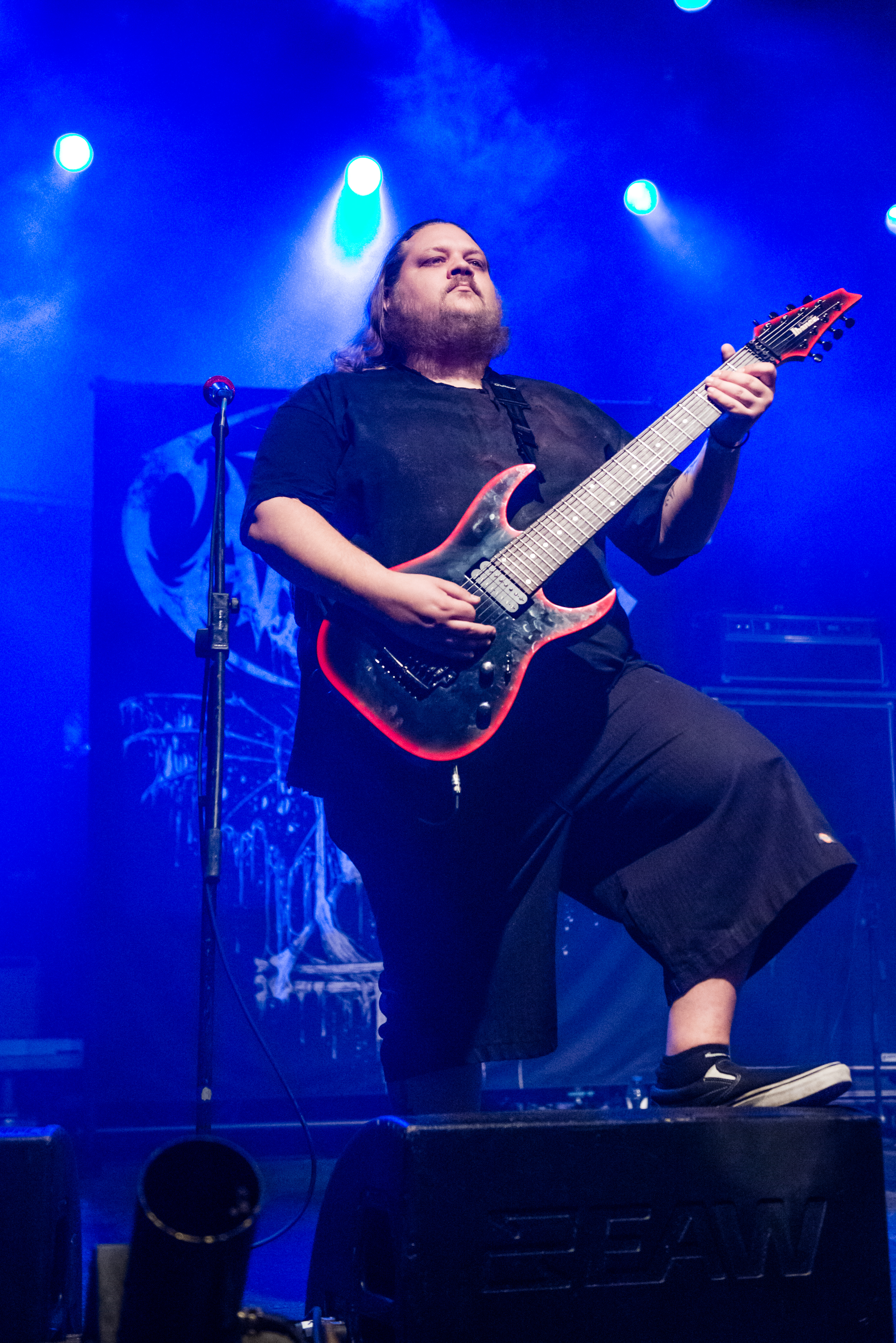
Cory Arford, 2015

Grupa powstała w 2005 roku w San Diego, jej skład utworzyli wokalista Scott Lewis, perkusista Shawn Cameron, gitarzysta Rick James oraz basista Kevin Vargas. Rok później Camerona i Jamesa zastąpili, odpowiednio Travis Whiting i Steve McMahon. 
W 2007 roku z zespołu odszedł Whiting, którego zastąpił Cory Arford. W odnowionym składzie grupa zarejestrowała debiutancki album studyjny zatytułowany Dead in My Arms. Materiał ukazał się 4 września 2007 roku nakładem wytwórni muzycznej This City Is Burning. Po nagraniu płyty skład opuścił McMahon, którego zastąpił Fred Calderon. W międzyczasie, na krótko do zespołu dołączył Jake Anderson, którego jeszcze w 2007 roku zastąpił Ryan Gudmunds. 
23 czerwca 2008 roku nakładem Victory Records ukazał się drugi album studyjny formacji pt. The Diseased and the Poisoned. Produkcja uplasowała się na 19. miejscu listy Billboard Heatseekers Albums w Stanach Zjednoczonych. Wydawnictwo było promowane wideoklipem do utworu "Answers in Mourning" w reżyserii Scotta Hansena.
16 lutego 2010 roku do sprzedaży trafił trzeci album studyjny zespołu pt. Hell Chose Me. Płyta dotarła do 4. miejsca listy Billboard Heatseekers Albums w Stanach Zjednoczonych. W przeciągu jedenastu tygodni od dnia premiery płyta sprzedała się w nakładzie, niewiele ponad 11 tys. egzemplarzy w USA. Do pochodzący z Hell Chose Me piosenek "Hell Chose Me" i "Sorrowspell" zostały zrealizowane teledyski, które wyreżyserował Jacob Avignone.
Czwarty album studyjny Carnifex zatytułowany Until I Feel Nothing ukazał się 25 października 2011 roku. W przeciągu dziewięciu tygodni o dnia premiery nagrania znalazły niespełna 7 tys. nabywców w USA.  Wydawnictwo było promowane teledyskiem do utworu "Until I Feel Nothing". Rok później formacja zawiesiła działalność. W 2013 roku grupa została reaktywowana w poprzednim składzie, z wyjątkiem Ryana Gudmundsa, którego zastąpił Jordan Lockrey.
10 marca 2014 roku nakładem wytwórni muzycznej Nuclear Blast ukazał się piąty album studyjny grupy zatytułowany Die Without Hope. Nagrania promowane teledyskami do utworów "Die Without Hope" i "Hatred and Slaughter" uplasowały się na 98. miejscu listy Billboard 200. W pierwszym tygodniu sprzedaży płyta znalazła niewiele ponad 3,6 tys. nabywców w Stanach Zjednoczonych. 

## Lista utworów

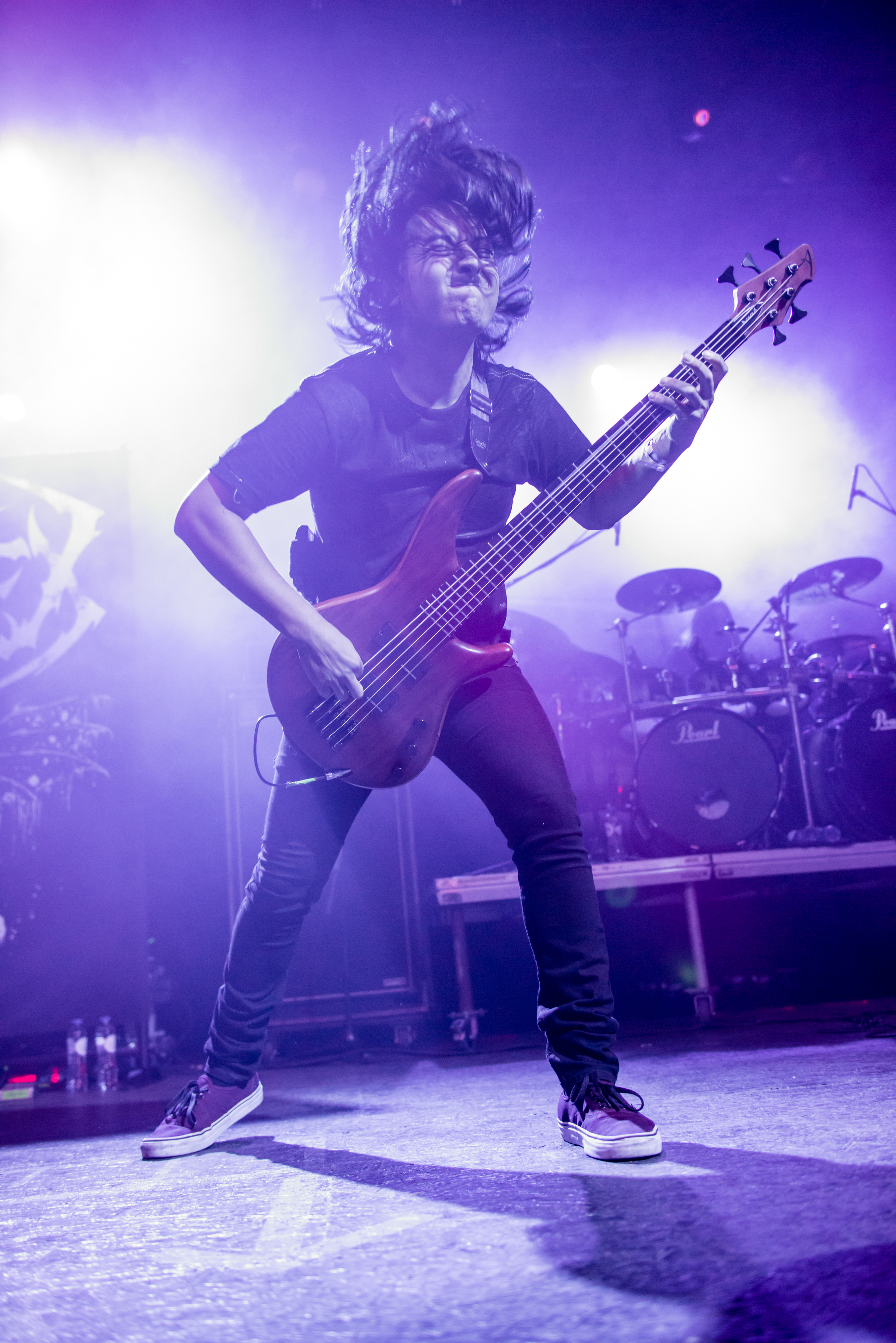
Fred Calderon, 2015

| Obecny skład zespołu - Scott Lewis – śpiew (2005–2012, od 2013) - Shawn Cameron – perkusja, keyboard (2005–2012, od 2013) - Cory Arford – gitara, śpiew (2007–2012, od 2013) - Fred Calderon – gitara basowa (2007–2012, od 2013) - Jordan Lockrey – gitara (od 2013) |  | Byli członkowie zespołu - Rick James – gitara (2005–2006) - Kevin Vargas – gitara basowa (2005–2006) - Travis Whiting – gitara (2006–2007) - Steve McMahon – gitara basowa (2006–2007) - Jake Anderson – gitara (2007) - Ryan Gudmunds – gitara (2007–2012) |

Oś czasu

## Dyskografia

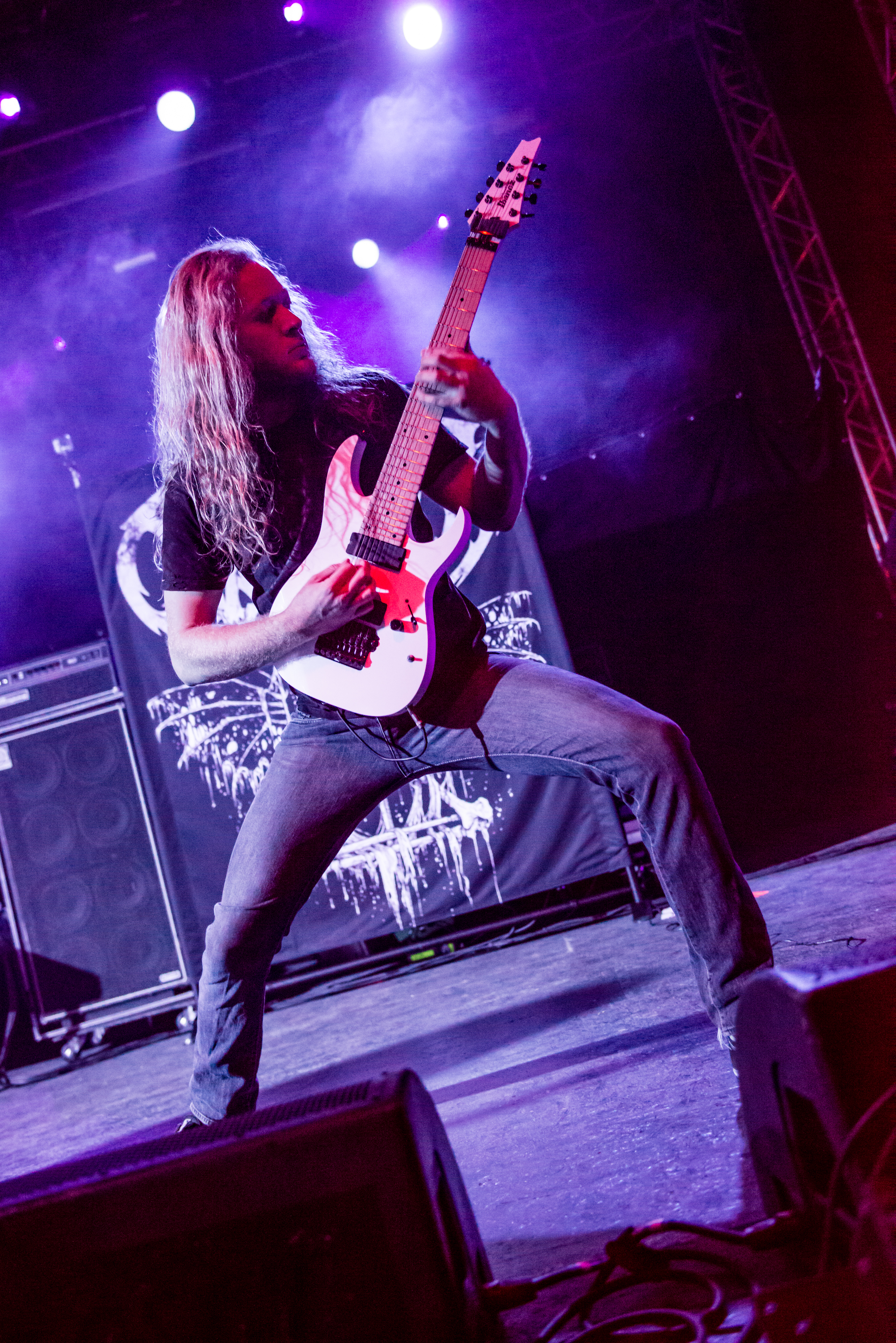
Jordan Lockrey, 2015

| Dead in My Arms               | - Data: 4 września 2007 - Wydawca: This City Is Burning | —  | —  | —  | —  |                   |
| The Diseased and the Poisoned | - Data: 23 czerwca 2008 - Wydawca: Victory Records      | —  | 46 | —  | —  |                   |
| Hell Chose Me                 | - Data: 16 lutego 2010 - Wydawca: Victory Records       | —  | 27 | —  | —  | - USA: 11,3 tys.+ |
| Until I Feel Nothing          | - Data: 25 października 2011 - Wydawca: Victory Records | —  | 43 | —  | —  | - USA: 6,7 tys.+  |
| Die Without Hope              | - Data: 10 marca 2014 - Wydawca: Nuclear Blast          | 98 | 21 | —  | 81 | - USA: 3,6 tys.+  |
| Slow Death                    | - Data: 5 sierpnia 2016 - Wydawca: Nuclear Blast        | 95 | 4  | 88 | —  | - USA: 6,4 tys.+  |
| "—" album nie był notowany.   |                                                         |    |    |    |    |                   |

## Teledyski
| Tytuł                  | Rok  | Reżyseria      | Album                         | Źródło |
| ---------------------- | ---- | -------------- | ----------------------------- | ------ |
| "Lie to My Face"       | 2007 | Robby Starbuck | Dead in My Arms               | [ 17 ] |
| "Answers in Mourning"  | 2008 | Scott Hansen   | The Diseased and the Poisoned | [ 18 ] |
| "Hell Chose Me"        | 2010 | Jacob Avignone | Hell Chose Me                 | [ 19 ] |
| "Sorrowspell"          | 2010 | Jacob Avignone | Hell Chose Me                 | [ 20 ] |
| "Until I Feel Nothing" | 2011 | Scott Hansen   | Until I Feel Nothing          | [ 21 ] |
| "Die Without Hope"     | 2014 | Shan Dan       | Die Without Hope              | [ 22 ] |
| "Hatred and Slaughter" | 2014 | —              | Die Without Hope              | [ 23 ] |